# Bishop Briggs
Bishop Briggs (bürgerlich Sarah Grace McLaughlin; * 18. Juli 1992 in London) ist eine britische Alternative-/Electronic-Sängerin.

## Leben
Bishop Briggs wurde als Tochter schottischer Eltern, die aus Bishopbriggs (Schottland) stammen, in London (England) geboren. Der Herkunftsort ihrer Eltern inspirierte sie später zu ihrem Künstlernamen. Ihre Kindheit und Jugend verbrachte sie in Japan und Hongkong, wo sie bereits Gedichte schrieb. Mit 18 Jahren zog sie nach Los Angeles, um Musik zu studieren, und auch heute lebt sie noch in der Stadt.

## Karriere
Ein Auftritt in einer Bar führte 2015 zur Aufnahme ihrer ersten Single Wild Horses, damals noch unter ihrem alten Künstlernamen Bishop. Diesen änderte Bishop Briggs 2016 zu ihrem aktuellen Künstlernamen, um eine Verwechslung mit der Band Bishop zu vermeiden. Wild Horses wurde in den USA in einem TV-Werbespot für eine Automarke verwendet und daraufhin zu einem Internet-Hit. Im Januar 2016 folgte die zweite Single River, welche im Internet ebenfalls sehr erfolgreich war. Dadurch wurde sie von anderen Künstlern (u. a. Coldplay) als Opening Act auf deren Konzerten gebucht und konnte ihre Popularität weiter steigern. Auch ein Auftritt in der Tonight Show bei Jimmy Fallon trug nochmals zu ihrer Bekanntheit bei. Im Juli 2017 wurde sie für über 500.000 verkaufte Einheiten von River von der Recording Industry Association of America mit einer goldenen Schallplatte ausgezeichnet. Im Mai, August und September 2016 erschienen die Singles The Way I Do, Pray (Empty Gun) bzw. Be Your Love. Zum 2017 erschienenen Soundtrack des Films xXx: Die Rückkehr des Xander Cage steuerte Bishop Briggs das Lied Mercy bei.
Am 14. April 2017 erschien Bishop Briggs’ erste EP Bishop Briggs, auf der drei der bisherigen fünf Singles sowie drei weitere Songs enthalten sind. Im Sommer 2017 nutzte Vodafone Be Your Love als Song für eine Werbekampagne.
2018 veröffentlichten Republic Records den Song Never Tear Us Apart vom Soundtrack des Kinofilms Fifty Shades of Grey – Befreite Lust auch als Single. Das Lied ist eine Coverversion, deren Original 1988 von der australischen Band INXS herausgebracht wurde.
Am 20. April 2018 brachte das Label Teleport Records das erste Studioalbum von Bishop Briggs auf den Markt. Church of Scars enthält sechs bereits zuvor als Single oder auf EP erschienene Titel und vier bislang unveröffentlichte Lieder.
Nur 18 Monate nach ihrem Debütalbum veröffentlichte Briggs am 8. November 2019 bereits dessen Nachfolger. Champion (geschrieben in Großbuchstaben als CHAMPION) erschien auf dem Major-Label Island Records und enthält zehn Titel mit einer gesamten Spiellänge von 28 Minuten und 19 Sekunden. Inhaltlich verarbeitet Briggs auf dem Album die Nachwehen einer gescheiterten Beziehung, wobei sie den Trauerschmerz in ihrer Stimme zu einer Stärke umwandelt, wie Neil Z. Yeung in seiner Kritik auf Allmusic schreibt.
Im Mai 2023 war Briggs als Medusa im Finale der neunten Staffel der US-amerikanischen Version von The Masked Singer siegreich.

## Diskografie

### Studioalben
- 2018: Church of Scars
- 2019: Champion
- 2024: Tell My Therapist Iʼm Fine

### EPs
- 2016: Bishop Briggs

### Singles
- 2015: Wild Horses (als Bishop)
- 2016: River (DE: Gold, US: ×2Doppelplatin , UK: Silber)
- 2016: The Way I Do
- 2016: Pray (Empty Gun)
- 2016: Be Your Love
- 2017: Hi-Lo (Hollow)
- 2017: Dream
- 2018: Never Tear Us Apart
- 2018: White Flag
- 2018: Baby
- 2019: Champion
- 2019: Tattoed on My Heart
- 2019: Jekyll & Hide
- 2020: Higher
- 2020: Walk You Home
- 2020: Dark Side

### Beiträge auf Kompilationen
- 2019: Holy Water (auf dem Soundtrack der Fernsehserie Four Weddings and a Funeral des US-amerikanischen Streaming-Dienstes Hulu)

### Als Gastmusikerin
- 2017: Vocals auf den Tracks So Tied Up (Album L.A. Divine und EP Los Feliz Blvd)[13][14] und Love On The Brain (EP Los Feliz Blvd)[14] der Band Cold War Kids

## Auszeichnungen für Musikverkäufe
| Goldene Schallplatte - Brasilien - 2024: für die Single White Flag - Dänemark - 2023: für die Single River - Polen - 2024: für das Album Bishop Briggs Platin-Schallplatte - Brasilien - 2024: für die Single Never Tear Us Apart - Kanada - 2019: für die Single River - Polen - 2021: für die Single River | Diamantene Schallplatte - Brasilien - 2024: für die Single River |

Anmerkung: Auszeichnungen in Ländern aus den Charttabellen bzw. Chartboxen sind in ebendiesen zu finden.
| Land/RegionAuszeichnungen für Musikverkäufe (Land/Region, Auszeichnungen, Verkäufe, Quellen) | Silber  | Gold     | Platin     | Diamant  | Verkäufe  | Quellen             |
| -------------------------------------------------------------------------------------------- | ------- | -------- | ---------- | -------- | --------- | ------------------- |
| Brasilien (PMB)                                                                              | —       | Gold1    | Platin1    | Diamant1 | 310.000   | pro-musicabr.org.br |
| Dänemark (IFPI)                                                                              | —       | Gold1    | —          | —        | 45.000    | ifpi.dk             |
| Deutschland (BVMI)                                                                           | —       | Gold1    | —          | —        | 200.000   | musikindustrie.de   |
| Kanada (MC)                                                                                  | —       | —        | Platin1    | —        | 80.000    | musiccanada.com     |
| Polen (ZPAV)                                                                                 | —       | Gold1    | Platin1    | —        | 60.000    | olis.pl             |
| Vereinigte Staaten (RIAA)                                                                    | —       | —        | 2× Platin2 | —        | 2.000.000 | riaa.com            |
| Vereinigtes Königreich (BPI)                                                                 | Silber1 | —        | —          | —        | 200.000   | bpi.co.uk           |
| Insgesamt                                                                                    | Silber1 | 4× Gold4 | 5× Platin5 | Diamant1 |           |                     |